# Xã Clinton, Quận Vinton, Ohio
Xã Clinton (tiếng Anh: Clinton Township) là một xã thuộc quận Vinton, tiểu bang Ohio, Hoa Kỳ. Năm 2010, dân số của xã này là 2.052 người.